# Люксембург на зимних Олимпийских играх 1928
Люксембург принимал участие в Зимних Олимпийских играх 1928 года в Санкт-Морице (Швейцария) в первый раз за свою историю, но не завоевал ни одной медали. Сборную страны представляли пять мужчин в одном виде спорта.

## Состав и результаты

### Бобслей
Мужчины
| Спортсмены                                                              | Соревнование | 1 заезд | 1 заезд | 2 заезд | 2 заезд | Итоговый результат | Итоговый результат |
| Спортсмены                                                              | Соревнование | Время   | Место   | Время   | Место   | Время              | Место              |
| ----------------------------------------------------------------------- | ------------ | ------- | ------- | ------- | ------- | ------------------ | ------------------ |
| Марк Шеттер Рауль Векбекер Вилли Хелденштайн Пьер Каемпф Огюст Гильберт | Пятёрки      | 1:45.8  | 20      | 1:46.9  | 19      | 3:32.7             | 20                 |